# Edwin Francis Carpenter
Edwin Francis Carpenter (Boston, 1898 - Tucson, 1963 ) fue un astrónomo estadounidense. 
Realizó sus estudios de pregrado en Harvard, y obtuvo su Doctorado en la Universidad de California en Berkeley, en 1925. Comenzó sus labores de enseñañnza en la Universidad de Arizona, y se convirtió en jefe del departamento de astronomía en 1936, y dos años después en director del Observatorio Steward. Sus investigaciones se centraban en la muerte estelar, a través de supernovas, o por medio de enanas blancas. Fue miembro del concejo de la Sociedad Astronómica Americana, además de presidente de la división astronómica de la Asociación Americana para el Avance de la Ciencia.
Falleció en Tucson, Arizona en 1963. Le sobrevivieron su esposa, Ethel, y sus hijos Roger y Emily.

## Reconocimientos
- El cráter lunar Carpenter lleva este nombre en su memoria, compartiendo este honor con el astrónomo británico del mismo apellido, James Carpenter (1840–1899).[3]